# Happy (Jin)
Happy è il primo extended play del cantante sudcoreano Jin, pubblicato il 15 novembre 2024 dalla Big Hit.

## Antefatti e pubblicazione
La lavorazione dell'EP è iniziata il 15 giugno 2024, tre giorni dopo il ritorno di Jin dal servizio militare. La registrazione è terminata tra luglio e agosto, mentre il missaggio e il mastering a inizio settembre. Il 14 ottobre la Big Hit Music ha confermato un'esclusiva della testata giornalistica Ilgan Sports secondo la quale l'album sarebbe stato pubblicato a novembre. La data di uscita effettiva, il titolo e il numero di tracce sono stati annunciati alla mezzanotte del giorno successivo. La tracklist è stata svelata il 17 ottobre.

## Descrizione
Il tema di Happy è la ricerca della felicità, che viene espressa attraverso i sentimenti e le emozioni che la compongono, come amore, eccitazione e coraggio. Jin ha affermato di essersi focalizzato "su ciò che volevo trasmettere [ai miei fan], su come volessi dar loro gioia e felicità, esprimendo anche quanto mi fossero mancati mentre siamo stati separati". Musicalmente l'EP continua l'esplorazione del genere rock iniziata con The Astronaut nel 2022, e si apre con i due brani estratti come singoli: il pezzo pop rock Running Wild, che parla di perseverare per raggiungere i propri obiettivi, e I'll Be There, di genere rockabilly, che esorta l'ascoltatore a dirigersi verso tempi più sereni. Another Level, che appartiene al rock alternativo, è caratterizzata da chitarre pesanti e ritmi fragorosi, mentre i testi paragonano la perseveranza di fronte alle difficoltà della vita all'avanzare di livello in un videogioco; Falling è un pezzo indie rock in cui confessa di essersi innamorato ma è incapace di dichiararsi faccia a faccia, e Heart on the Window racconta di un amore che continua a crescere con il passare del tempo. L'ultima traccia, I Will Come to You, è una ballata al pianoforte scritta partendo dagli appunti presi durante il servizio militare, e parla della separazione di Jin dai suoi fan, ai quali promette di essere di ritorno un giorno.
Happy contiene diverse collaborazioni internazionali: Max ha lavorato a I'll Be There, Gary Barlow a Running Wild, Taka e Toru della band giapponese One Ok Rock hanno co-prodotto e suonato Falling, mentre Wendy delle Red Velvet ha prestato la propria voce a Heart on the Window. Taka ha poi partecipato anche vocalmente a una versione in giapponese di Falling uscita il 25 novembre.

## Promozione
Il 16 e il 17 novembre 2024 Jin ha tenuto due concerti promozionali intitolati Jin 'Happy' Special Stage al Jangchung Gymnasium di Seul; durante la seconda serata si è presentata anche Wendy per cantare Heart on the Window. Il 20 novembre è apparso invece al Tonight Show. Il 7 dicembre ha rilasciato un'intervista e tenuto un mini-concerto da tre canzoni – I'll Be There, Running Wild e The Astronaut – durante una puntata speciale a lui dedicata del programma giapponese Venue101 su NHK.

## Accoglienza
| Recensione    | Giudizio |
| ------------- | -------- |
| NME           |          |
| Rolling Stone |          |

Per Rhian Daly di NME, in Happy Jin "crea una bolla di positività, riempiendola di brillantezza e leggerezza mentre riconosce le ombre e le difficoltà che permettono a quello spirito allegro di brillare più forte quando ti trova", e l'ha descritto come un album che "ti conquista sempre di più a ogni riproduzione", con Heart on the Window come momento clou. Secondo Jeff Benjamin di Billboard, "con Happy, Jin dimostra la sua capacità di crescere creativamente ed esplorare nuovi paesaggi musicali pur rimanendo profondamente connesso alle radici del suo viaggio nei BTS. Con calore, ottimismo e messaggi universali, Happy ha le qualità non solo per incantare i fan fedeli, ma anche per intrattenere un pubblico completamente nuovo – e lo fa trasmettendo il suo sé più autentico". Su Teen Vogue, Jiye Kim ha scritto che l'opera "parla del movimento energico dell'individuo verso un obiettivo prescelto e di una maggiore intimità con il prossimo. In riconoscimento di ciò, il tocco finale di questo album è che non è solo facile da cantare a casa o in macchina, ma anche in un contesto dal vivo con lui", ritenendo che "la voce di Jin passa da toni ricchi e bassi a toni alti e svettanti sulla carica ritmica di una band" dall'inizio alla fine.

## Tracce
1. Running Wild – 2:31 (Jacob Attwooll, Josh Record, Gary Barlow)
2. I'll Be There – 3:01 (Max, Pdogg, Jin, Ghstloop, Evan, Martin Masarov, Jo Yoon-kyung)
3. Another Level – 2:42 (Pdogg, Matt Thomson, Max Lynedoch Graham, Matt Attard, Jon Bellion, Pete Nappi, Tenroc, Ben Samama, Oscar Bell, Jin, Lee Seu-ran, Zaya (153/Joombas), Hwang Yoo-bin (XYXX), Lee Eun-hwa (153/Joombas), Ellie Suh (153/Joombas), Liljune (153/Joombas), Tru (153/Joombas))
4. Falling (네게 닿을 때까지?, Neoge dah-eul ttaekkajiLR; lett. "Fino a raggiungerti") – 2:58 (Pdogg, Taka, Toru, Ghstloop, Meg (Megmetal), Lee Seu-ran, Jo Yoon-kyung, Jin, Ellie Suh (153/Joombas), Hwang Yoo-bin (XYXX))
5. Heart on the Window (con Wendy) – 2:57 (Pdogg, Alex Karlsson, Shorelle, Lee Seu-ran, Ellie Suh (153/Joombas), Jo Yoon-kyung)
6. I Will Come to You (그리움에?, Geuri-um-eLR; lett. "Nella nostalgia") – 2:36 (Jin, Leon Else, Joshua Thompson)

## Formazione
- Jin – voce, scrittura (tracce 2-4, 6), cori (traccia 1)
- Matt Attard – produzione (traccia 3), scrittura (traccia 3), tastiera (traccia 3), sintetizzatore (traccia 3)
- Jacob Attwooll – produzione (traccia 1), scrittura (traccia 1), cori (traccia 1)
- Gary Barlow – produzione (traccia 1), scrittura (traccia 1), chitarra (traccia 1), percussioni (traccia 1), programmazione (traccia 1), cori (traccia 1)
- Kieran Beardmore – assistenza al missaggio (traccia 2)
- Oscar Bell – scrittura (traccia 3)
- Jon Bellion – scrittura (traccia 3)
- Bryce Bordone – assistenza al missaggio (traccia 1)
- Karl Brazil – batteria (traccia 1)
- Ryan Carline – tastiera (traccia 1), basso (traccia 1), percussioni (traccia 1), programmazione (traccia 1), registrazione (traccia 1)
- James Cunningham – assistenza al missaggio (traccia 3)
- Leon Else – scrittura (traccia 6)
- Evan – produzione (traccia 2), scrittura (traccia 2), tastiera (traccia 2), sintetizzatore (traccia 2), chitarra (traccia 2), gang vocal (traccia 2)
- Ramiro Fernandez-Seoane – assistenza al missaggio (tracce 5)
- Chris Galland – missaggio (tracce 5)
- Chris Gehringer – mastering
- Șerban Ghenea – missaggio (traccia 1)
- Ghstloop – produzione (tracce 2, 4), scrittura (tracce 2, 4), programmazione batteria (tracce 2, 4), gang vocal (traccia 2), editing digitale (tracce 2-6)
- Max Lynedoch Graham – produzione (traccia 3), scrittura (traccia 3), tastiera (traccia 3), sintetizzatore (traccia 3), programmazione batteria (traccia 3)
- Hwang Yoo-bin (XYXX) – scrittura (tracce 3-4)
- Jo Yoon-kyung – scrittura (tracce 2, 4-5)
- Alex Karlsson – scrittura (traccia 5)
- James Keys – cori (tracce 3-5), registrazione (tracce 3-5)
- Lee Eun-hwa (153/Joombas) – scrittura (traccia 3)
- Lee Seu-ran – scrittura (tracce 3-5)
- Liljune (153/Joombas) – scrittura (traccia 3)
- Maiz – gang vocal (traccia 2)
- Ben Mark – chitarra (traccia 1)
- Manny Marroquin – missaggio (tracce 4-5)
- Martin Masarov – scrittura (traccia 2)
- Max – scrittura (traccia 2), cori (traccia 2), gang vocal (traccia 2)
- Meg (Megmetal) – scrittura (traccia 4), programmazione batteria (traccia 4), registrazione (traccia 4)
- Pete Nappi – scrittura (traccia 3)
- Nugi – basso (tracce 2-5)
- Pdogg – produzione (tracce 2-5), scrittura (tracce 2-5), arrangiamento voce (tutte le tracce), registrazione (tutte le tracce), tastiera (tracce 2, 4-5), sintetizzatore (tracce 2-5), programmazione batteria (tracce 2-5), editing digitale (tracce 2-6), chitarra (traccia 5)
- Pxpillon – gang vocal (traccia 2)
- Josh Record – scrittura (traccia 1), cori (traccia 1)
- James F. Reynolds – missaggio (traccia 3)
- Ben Samama – scrittura (traccia 3)
- Ryan Siegel – arrangiamento voce (traccia 2), registrazione (traccia 2)
- Shorelle – scrittura (traccia 5), cori (traccia 5), registrazione (traccia 5)
- Mark "Spike" Stent – missaggio (traccia 2)
- Ellie Suh (153/Joombas) – scrittura (tracce 3-5)
- Taka – produzione (traccia 4), scrittura (traccia 4), fischietto (traccia 4)
- Tenroc – scrittura (traccia 3)
- Matt Thomson – produzione (traccia 3), scrittura (traccia 3), tastiera (traccia 3), sintetizzatore (traccia 3), programmazione batteria (traccia 3)
- Joshua Thompson – produzione (traccia 6), scrittura (traccia 6), pianoforte (traccia 6)
- Toru – produzione (traccia 4), scrittura (traccia 4), chitarra (traccia 4)
- Tru (153/Joombas) – scrittura (traccia 3)
- Wendy – voce ospite (traccia 4)
- Matt Wolach – assistenza al missaggio (traccia 2)
- Yang Ga – missaggio (traccia 6)
- Young – chitarra (tracce 2-3, 5), registrazione (tracce 2-3)
- Zaya (153/Joombas) – scrittura (traccia 3)

## Successo commerciale
Nel suo giorno di uscita, Happy ha raggiunto la vetta della classifica album di iTunes in 48 paesi del mondo, mentre il brano Running Wild è arrivato al primo posto in 70 territori. Tutte le tracce sono entrate nella classifica giornaliera globale di Spotify, con Running Wild all'ottava posizione e oltre 4,93 milioni di riproduzioni.
In Corea del Sud l'EP ha venduto 845 690 copie nella prima giornata di disponibilità secondo la Hanteo Chart, un nuovo record per Jin che con il precedente CD di The Astronaut aveva totalizzato 771 260 copie in ventiquattr'ore. Ha successivamente debuttato terzo sulla Circle Chart riferita alla settimana 11-16 novembre con 891 431 copie fisiche vendute.
In Giappone, Happy ha occupato la vetta della classifica settimanale Oricon degli album digitali più scaricati nel periodo 11-17 novembre 2024 grazie ai download raccolti nei soli primi tre giorni di disponibilità; è stato inoltre l'album più venduto nel suo giorno d'uscita con 220 000 copie fisiche, e il 10 dicembre è stato certificato disco di platino dalla Recording Industry Association of Japan per aver toccato quota 250 000.

## Classifiche

### Classifiche settimanali
| Classifica (2024) | Posizione massima |
| ----------------- | ----------------- |
| Austria           | 7                 |
| Belgio (Fiandre)  | 70                |
| Belgio (Vallonia) | 19                |
| Canada            | 43                |
| Corea del Sud     | 3                 |
| Germania          | 16                |
| Giappone          | 2                 |
| Grecia            | 18                |
| Italia            | 75                |
| Lituania          | 19                |
| Nuova Zelanda     | 16                |
| Polonia           | 5                 |
| Portogallo        | 74                |
| Stati Uniti       | 4                 |
| Svizzera          | 11                |
| Ungheria          | 14                |

### Classifiche di fine anno
| Classifica (2024) | Posizione |
| ----------------- | --------- |
| Corea del Sud     | 24        |

## Riconoscimenti
- Music Awards Japan
  - 2025 – Candidatura Miglior album[34]